# Ољшинков
Ољшинков (слч. Oľšinkov) насељено је мјесто са административним статусом сеоске општине (слч. obec) у округу Медзилаборце, у Прешовском крају, Словачка Република.

## Становништво
| Година:    | 1994. | 2004.    | 2014.    | 2024.    |
| ---------- | ----- | -------- | -------- | -------- |
| Број људи: | 57    | 34       | 27       | 22       |
| Разлика:   |       | -40,35 % | -20,58 % | -18,51 % |

| Година:    | 2023. | 2024.   |
| ---------- | ----- | ------- |
| Број људи: | 21    | 22      |
| Разлика:   |       | +4,76 % |

Према подацима о броју становника из 2024. године насеље је имало 22 становника.